# Kamikaze Girls
Kamikaze Girls (下妻物語?, Shimotsuma monogatari, "La storia di Shimotsuma", dove per Shimotsuma è inteso il luogo in cui si svolge la vicenda e non una persona) è un film del 2004 diretto da Tetsuya Nakashima.
Il soggetto è tratto da una light novel di Novala Takemoto.
La storia di Kamikaze Girls ruota intorno a due studentesse di nome Momoko Ryugasaki (Kyōko Fukada) ed Ichigo Shirayuri (Anna Tsuchiya), detta "Ichiko" perché il suo vero nome significa fragola, dalle personalità diametralmente opposte: la prima è una romantica esponente della moda Lolita, l'altra è una motociclista Yankee rude e violenta.

## Trama
Momoko è una ragazza nata a Kōbe che vive nel sogno irrealizzabile di essere vissuta nel periodo rococò francese e spende tutti i propri risparmi in costosissimi abiti Moda Lolita del brand Baby, The Stars Shine Bright, che indossa quotidianamente. Suo padre è un piccolo criminale che aveva vissuto falsificando abiti Versace, ma poi era caduto in rovina, venendo dapprima lasciato dalla moglie e poi venendo costretto dalle difficoltà finanziarie a trasferirsi dalla madre con Momoko.
Per racimolare un po' di soldi, Momoko decide di mettere su un giornale di annunci un'inserzione per tentare di vendere alcuni dei capi finti-Versace, che il padre ha conservato. All'inserzione risponde la selvaggia ma ingenua Ichiko, che fa parte di una gang di biker femminile. Nonostante Momoko trovi inizialmente Ichiko piuttosto sgradevole, gradualmente le due ragazze finiscono per diventare amiche.

## Produzione
Il film è stato girato a Shimotsuma (da cui prende appunto il nome il film), nella prefettura di Ibaraki, ed è stato prodotto nel 2004. Alcune sequenze sono state realizzate in animazione dallo Studio 4°C, mentre la colonna sonora è stata realizzata dalla celebre compositrice giapponese Yōko Kanno.